# Lokiarchaeia
Lokiarchaeia o Lokiarchaeota es una nueva clase propuesta para integrar la sistemática de las arqueas. Ha sido identificado mediante el análisis genético y comprende microbios cuya apariencia o aspecto visual recién se está conociendo debido al cultivo de Prometheoarchaeum (2020). En castellano pasarían posiblemente a designarse loquiarqueas y su nombre es alusivo al personaje mitológico Loki, aunque más exactamente al lugar del hallazgo en las proximidades de la fuente hidrotermal conocida como el Castillo de Loki en el Ártico. 
Su importancia proviene del análisis filogenético que demostraría la existencia de una agrupación monofilética compuesta conjuntamente por las loquiarqueas y los eucariotas, por lo que se considera que este nuevo microorganismo constituye el eslabón perdido entre los seres eucariotas y su origen procariota. La presencia de varios genes de funciones vinculadas a  la membrana celular, brindan pábulo a la hipótesis del hospedador arqueano, respaldando la hipótesis del eocito para el origen y evolución de los eucariontes.

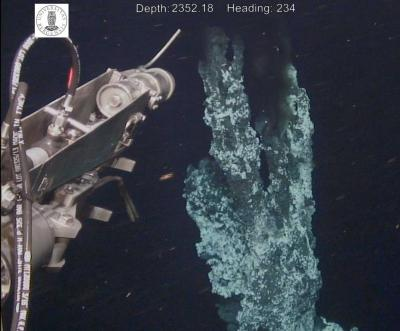
Fuente hidrotermal Castillo de Loki.

La nomenclatura de este taxón -clase Lokiarchaeia- se introdujo en 2020, tras identificarse un genoma candidato al realizar un análisis metagenómico (destructivo) de una muestra de sedimentos centro-oceánicos.   
Esa identificación sugiere la existencia de un género de vida terrestre unicelular, antes desconocido, que ha sido designado como Lokiarchaeum. La muestra se obtuvo a 15 km de una fuente hidrotermal conocida como el Castillo de Loki, sobre la Dorsal de Gakkel en el océano Ártico (mar de Groenlandia), en el sedimento del fondo marino a 2.352 metros de profundidad, 0,3 °C y sin señales de vida eucariota.

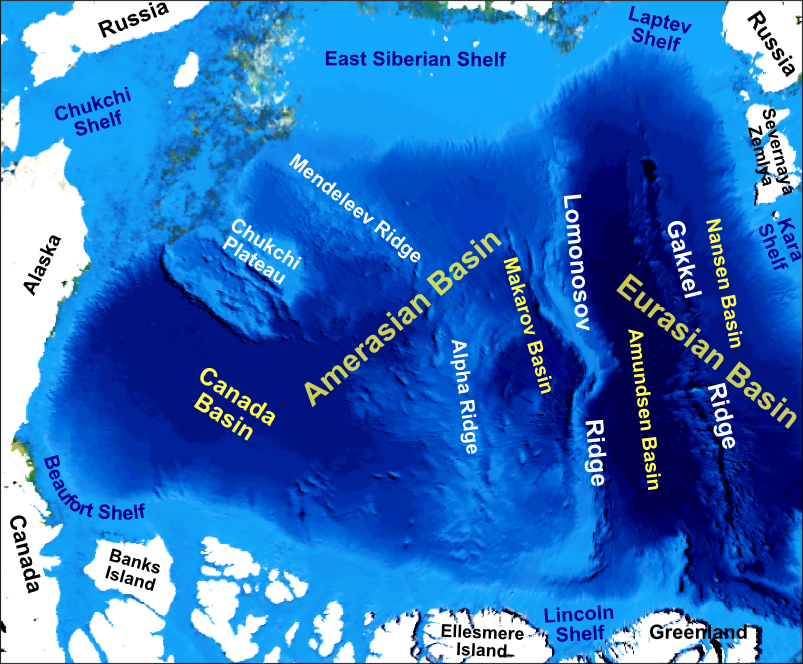
Principales características batimétricas y topográficas del océano Ártico. La Dorsal de Gakkel ("Gakkel Ridge", donde se habría descubierto la existencia de los loquiarqueotas, a la der. de la carta, al norte de Siberia y de Europa, y llega hasta la parte más septentrional del océano Atlántico.

El descubrimiento de este taxón tan elevado constituiría una muestra de la mediación epistémica progresiva, o progresión del conocimiento sistemático o taxonómico. Este conocimiento avanza desde disponer, al principio, solamente de señales radiadas por máquinas que realizan análisis automáticos, quizás destructivos; estas máquinas pueden situarse en el laboratorio o incluso ser operadas bajo control remoto en sitios recónditos (tales como el del hallazgo de Lokiarchaeum, o en la exploración de posibles biósferas extraterrestres), hasta el sucesivo refinamiento de esos datos con la repetición y mejora de los análisis y ensayos y, en algún momento y por otros medios, la visualización o hasta el recobro de ejemplares muertos o vivos, que puedan ser conservados en repositorios, ceparios o museos. Este es el caso de los loquiarqueotas. 

En efecto, hasta el momento se cuenta solamente con las señales provenientes de sistemas de análisis automático de sedimento submarino, cuyos datos en el futuro serían progresivamente refinados hasta que, finalmente, pueda identificarse a los microbios vivos y sea posible, tal vez, traer holotipo y epitipos a la superficie, y finalmente reproducirlos o cultivarlos en condiciones controladas; esto, sin embargo, tal vez por largo tiempo no resulte posible, debido a deformaciones impuestas por la extracción desde su hábitat. 

## Descripción

Filogenia de 3 especímenes de Lokiarchaeota y su relación próxima con Eukaryota.

El genoma compuesto del denominado Lokiarchaeum consiste en 5381 genes codificantes de proteínas. Entre ellas, alrededor del 32% no corresponden a ninguna proteína conocida, 26% se aproximan estrechamente a proteínas archaeales, y el 29% corresponden a proteínas bacteriales. Una proporción aun menor pero significativa de las proteínas (175, o sea 3.3%) son estrechamente similares a las proteínas eucariontes. Entre ellas, una proteína en particular, la actina, es esencial para permitir la fagocitosis en eucariontes. La fagocitosis es la capacidad de proceder a la ingestión de partículas u otros microbios, capacidad que es necesaria para los escenarios de la hipótesis fagotrófica. Esta postula que la célula eucariota, hace unos 2500 millones de años, no surgió por mera mutación genómica -no habría habido tiempo evolutivo suficiente para ello- sino que se originó (eucariogénesis) debido a la capacidad de sus precursores sin núcleo, de ingerir presas consistentes en microorganismos enteros. La teoría actual de la endosimbiosis seriada  (Serial Endosymbiosis Theory), juntamente con su complementaria la hipótesis del eocito -respaldada ahora con el posible descubrimiento de las loquiarqueas- describe el paso de las células procariotas (bien bacterias o bien arqueas, sin núcleo, o sea con el material genético -ADN- alojado directamente en el citoplasma) a las células eucariotas (células nucleadas que, aunque con mucha frecuencia forman organismos independientes -unicelulares-, también se combinan para constituir a todos los organismos pluricelulares) mediante incorporaciones simbiogenéticas. Estas incorporaciones son formas de ingestión sin digestión, en las que el organismo ingerido continúa vivo dentro del ingiriente y pasa a mantener una relación de simbiosis con este. Una vez insertado el material genético (simbiogenética) del huésped en el hospedador, si se transmiten juntos a la descendencia, evolucionarán unidos.

## Importancia en el escenario evolutivo
Bacteria y Archaea son generalmente aceptados como los linajes más antiguos en la biósfera terrestre por cuanto estratos fósiles con la signatura química de lípidos propios de los archaea han sido datados 3800 millones de años. Previamente no se habían descubierto "eslabones perdidos" o formas intermedias entre eucariontes y arqueas. En tal contexto, el descubrimiento del Lokiarchaeum, con algunas pero no todas las características de los eucariontes, provee evidence de la transición entre ambos subreinos.
Las loquiarqueas y los eucariotas probablemente compartan un antepasado común, y de ser así habrían divergido hace casi tres mil millones de años. Aquel putativo y teórico antepasado común debería haber poseído cruciales genes "starter" que permitieron en etapas posteriores el incremento de la complejidad celular. Por ese carácter, dicho imaginado antepasado común, o algún colateral, habría en algún momento llegado a determinar la evolución de los eucariotas.
Loki, el dios de los antiguos noruegos que cambia su forma tal como el Proteo de la Hélade, de cuyo "castillo" en la fuente hidrotermal suboceánica toma su nombre el organismo al que corresponderá el genoma analizado, ha sido descripto como "una figura sobremanera compleja, confundidora y ambivalente, que ha obrado como catalizador en incontables controversias académicas aún irresueltas" . Tal vez la nomenclatura puesta bajo su advocación termine siendo premonitoria.